# Lipnica (sielsowiet płatawski)
Lipnica (ros. Липница) – chutor w zachodniej Rosji, w sielsowiecie płatawskim rejonu konyszowskiego w obwodzie kurskim.

## Geografia
Miejscowość położona jest nad Płatawką (lewy dopływ Swapy), 9 km od centrum administracyjnego sielsowietu (Kaszara), 21 km na południowy zachód od centrum administracyjnego rejonu (Konyszowka), 82 km na zachód od Kurska.
W chutorze znajduje się 6 posesji.
Klimat
Miejscowość, jak i cały rejon, znajduje się w strefie klimatu kontynentalnego z łagodnym ciepłym latem i równomiernie rozłożonymi opadami rocznymi (Dfb w klasyfikacji klimatów Köppena).

## Demografia
W 2010 r. chutor zamieszkiwały 3 osoby.